# 小田正雄
小田 正雄（おだ まさお、1935年 -2024年 1月15日）は、日本の経済学者。元関西大学経済学部教授。専門は国際経済学。

## 経歴
1935年に山口県に生まれる。一橋大学経済学部を卒業し、1961年に同大学大学院経済学研究科修士課程を修了する。神戸大学から博士号を取得しており、株式会社トーメンの調査部での勤務経験もある。関西大学経済学部で教授として教鞭をとり、学部長も務めた。1982年から翌年まで南メソジスト大学で在外研究を行った。2009年以降発表の論文では、肩書きは立命館大学経済学部客員教授である。小島清、上河泰男、池本清から指導を受けた。山本繁綽、高山晟、大山道広、三辺信夫、佐々波楊子、深海博明等の国際経済学者との交流にも刺激を受けたと述べている。

## 小田賞
日本国際経済学会では、小田の寄付を基に、顕著な業績を挙げた若手研究者を対象に小田賞（特定領域研究奨励賞）を2011年以降選考し表彰している。

## 著作

### 単著
- 『国際貿易と直接投資 (現代経済学叢書27）』（新評論、1975年）ASIN B000J9RPTG
- 『国際貿易論の展開』（国元書房、1985年）ISBN 978-4765820103
- 『現代国際経済学』（有斐閣、1997年）ISBN 978-4641067950

### 共著
- （井川一宏・鈴木克彦・阿部顕三）『ベーシック国際経済学』（有斐閣、1989年）ISBN 978-4641084896

### 訳書
- （R・E・ケイブス、R・W・ジョーンズ）『国際経済学入門: 国際貿易編』（田中茂和・江川育志との共訳、多賀出版、1987年）ISBN 978-4811511672
- （R・E・ケイブス、R・W・ジョーンズ）『国際経済学入門: 国際金融編』（田中茂和・江川育志との共訳、多賀出版、1987年）ISBN 978-4811511689
- （W・J・イーシア）『現代国際経済学: 国際貿易』（太田博史との共訳、多賀出版、1992年）ISBN 978-4811530512
- （W・J・イーシア）『現代国際経済学: 国際マクロ』（太田博史との共訳、多賀出版、1992年）ISBN 978-4811527017
- （A・C・チャン、K・ウエインライト）『現代経済学の数学基礎 初版 上』（高森寛・森崎初男・森平爽一郎との共訳、シーエーピー出版、1996年）ISBN 978-4916092021
  - （A・C・チャン、K・ウエインライト）『現代経済学の数学基礎 第4版 上』（高森寛・森崎初男・森平爽一郎との共訳、シーエーピー出版、2010年）ISBN 978-4916092885
- （A・C・チャン、K・ウエインライト）『現代経済学の数学基礎 初版 下』（高森寛・森崎初男・森平爽一郎との共訳、シーエーピー出版、1996年）ISBN 978-4916092038
  - （A・C・チャン、K・ウエインライト）『現代経済学の数学基礎 第4版 下』（高森寛・森崎初男・森平爽一郎との共訳、シーエーピー出版、2010年）ISBN 978-4916092892